# مارتن إريك فيليب
مارتن إريك فيليب (بالألمانية: Martin Erich Philipp)‏ هو رسام ألماني، ولد في 4 أغسطس 1887 في تسفيكاو في ألمانيا، وتوفي في 1 نوفمبر 1978 في درسدن في ألمانيا.